# Commandement du soutien opérationnel du Canada
Le Commandement du soutien opérationnel du Canada ou COMSOCAN (Canadian Operational Support Command en anglais) était l'un des commandements des Forces canadiennes de 2006 à 2012. Il était responsable du soutien opérationnel pour toutes les unités en mission au Canada ou à l'étranger. Il a fusionné avec le Commandement Canada et le Commandement de la Force expéditionnaire du Canada le 5 octobre 2012 pour former le Commandement des opérations interarmées du Canada.

## Rôle
Le Commandement du soutien opérationnel est responsable de coordonner le support pour les missions des Forces canadiennes qu'elles se déroulent en sol canadien ou à l'étranger. D'ailleurs, le COMSOCAN est présent du début jusqu'à la fin d'une opération en coordonnant le soutien durant l'activation d'un théâtre et la fin d'une opération en passant par le soutien opérationnel durant la mission,. En fait, il soutient les trois autres commandements opérationnels des Forces canadiennes, le Commandement Canada, le Commandement de la Force expéditionnaire du Canada et le Commandement des Forces d'opérations spéciales du Canada, dans toutes leurs missions leur permettant ainsi de se concentrer sur leurs tâches principales plutôt que sur les tâches de soutien. Le soutien opérationnel du COMSOCAN comprend la logistique, le génie, les soins de santé, la police militaire, la maintenance de l'équipement, la gestion des systèmes de communications et le soutien personnel,,. Le regroupement des unités de soutien opérationnel sous le même commandement de manière interarmées augmente la flexibilité et la rapidité de déploiement pour les opérations des Forces canadiennes.

## Structure
Le COMSOCAN comprend 1 100 membres civils et militaires. Les membres militaires du commandement proviennent des trois éléments des Forces canadiennes. Le commandant actuel du commandement est le major-général Mark E. McQuillan, CMM, CD. Le commandant adjoint et responsable des opérations du COMSOCAN est le brigadier-général C.C. Thurrott, OMM, MSM, CD et son adjudant-chef est l'adjudant-chef S. Froment, MMM, CD,. Le COMSOCAN dirige directement le Groupe de soutien interarmées des Forces canadiennes (GSIFC), le Régiment des transmissions interarmées des Forces canadiennes, le Groupe de soutien en matériel du Canada (GSMC), le Groupe du génie - Soutien opérationnel et le Groupe de la Police militaire - Soutien opérationnel,.
| Groupe                                                        | Unité                                                   |
| ------------------------------------------------------------- | ------------------------------------------------------- |
| Groupe de soutien en matériel du Canada                       | 7e Dépôt d'approvisionnement des Forces canadiennes     |
| Groupe de soutien en matériel du Canada                       | 25e Dépôt d'approvisionnement des Forces canadiennes    |
| Groupe de soutien en matériel du Canada                       | Dépôt de munitions des Forces canadiennes Bedford       |
| Groupe de soutien en matériel du Canada                       | Dépôt de munitions des Forces canadiennes Dundurn       |
| Groupe de soutien en matériel du Canada                       | Dépôt de munitions des Forces canadiennes Rocky Point   |
| Groupe de soutien en matériel du Canada                       | Dépôt de munitions des Forces canadiennes Angus         |
| Régiment des transmissions interarmées des Forces canadiennes |                                                         |
| Groupe du génie - Soutien opérationnel                        | 1re Unité d'appui du génie                              |
| Groupe de soutien interarmées des Forces canadiennes          | 3e Unité de soutien du Canada                           |
| Groupe de soutien interarmées des Forces canadiennes          | 4e Unité de contrôle des mouvements du Canada           |
| Groupe de soutien interarmées des Forces canadiennes          | Unité postale des Forces canadiennes                    |
| Groupe de la Police militaire - Soutien opérationnel          | Unité des services de protection des Forces canadiennes |